# Elżbieta Waldeck-Pyrmont
Elżbieta Waldeck-Pyrmont (niem. Prinzessin Louise Elisabeth Hermine Erica Pauline zu Waldeck und Pyrmont, ur. 6 września 1873 w Bad Arolsen, zm. 23 listopada 1961 w Bensheim) – księżniczka niemiecka. 
Urodziła się jako siódme dziecko i najmłodsza córka księcia Jerzego Wiktora Waldeck-Pyrmont (1831–1893) i jego żony Heleny Nassau (1831–1888), córki Wilhelma Nassau. Była daleko spokrewniona z brytyjską rodziną królewską: przez matkę była potomkiem króla Jerzego II Hanowerskiego. Była siostrą: 
- Księżnej Wirtembergii Marii (1857-1882), żony Wilhelma II Wirtemberskiego
- Królowej Holandii Emmy (1858-1934), żony Wilhelma III Holenderskiego
- Księżnej Albany Heleny (1861-1922), żony księcia Leopolda
- Fryderyka Waldeck-Pyrmont (1865-1946), ostatniego panującego księcia Waldeck-Pyrmont

## Małżeństwo i rodzina
3 maja 1900 w Arolsen Elżbieta wyszła za mąż za Aleksandra, księcia Erbach-Schönberg (1872-1944), najstarszego dziecka Gustawa księcia Erbach-Schönberg i Marii Battenberg. Mieli czworo dzieci: 
- Imma Erbach-Schönberg (11 maja 1901 - 14 marca 1947)
- Jerzy Ludwik, książę Erbach-Schönberg (1 stycznia 1903 - 27 stycznia 1971)
- Wilhelm Erbach-Schönberg (4 czerwca 1904 - 27 września 1946)
- Helena Erbach-Schönberg (8 kwietnia 1907 / 16 kwietnia 1979)

W chwili śmierci była ostatnim żyjącym dzieckiem Jerzego Wiktora Waldeck-Pyrmont i jego żony Heleny Nassau.

## Tytuły
- 6 września 1873 - 3 maja 1900: Jej Dostojność Elżbieta Waldeck-Pyrmont
- 3 maja 1900 - 18 sierpnia 1903: Jej Najjaśniejsza Wysokość Hrabina Elżbieta Erbach-Schönberg, Księżna Waldeck-Pyrmont
- 18 sierpnia 1903 - 29 stycznia 1908: Jej Najjaśniejsza Wysokość Księżniczka Elżbieta Erbach-Schönberg
- 29 stycznia 1908 - 23 listopada 1961: Jej Najjaśniejsza Wysokość Księżna Erbach-Schönberg